# Carlos Geisse
Carlos Guillermo Geisse Mac-Evoy (Osorno, 10 de febrero de 1958) es un ingeniero civil y político chileno. Desde julio de 2021 y hasta el 11 de marzo de 2022 se desempeñó como Delegado Presidencial de la Región de Los Lagos, bajo el mandato de Sebastián Piñera.
Hijo de Enríque Walterio Geisse Franke y de María Luisa Mac-Evoy Jara. Está casado con María de la Luz Yávar Correa y son padres de cuatro hijos.
Es ingeniero civil de la Pontificia Universidad Católica (PUC), y cuenta con una vasta trayectoria en cargos públicos y privados, entre los cuales se puede mencionar su labor como presidente regional de Renovación Nacional, Consejero Nacional de Agricultura,  Consejero Regional por la provincia de Osorno durante dos periodos y presidente del directorio de Empormontt, asesor del intendente Juan Sebastián Montes, entre otros. Previo a su nombramiento se desempeñaba como jefe de Gabinete del intendente al cual sucedió; Harry Jürgensen Caesar.